# بيركهولدرية أطلسية الغياض
بيركهولدرية أطلسية الغياض (الاسم العلمي: Burkholderia silvatlantica) هي نوع من البكتيريا، سلبية الغرام، تتبع جنس البيركهولدرية.